# Ebou Sillah
Ebou Ebrima Sillah (* 12. April 1980 in Bakau) ist ein ehemaliger gambischer Fußballnationalspieler.
Er begann seine Karriere bei Real de Banjul (Gambia) und gelangte von dort aus ablösefrei zum SV Blankenberge. Nach nur einer Saison bekam er einen Vertrag beim FC Brügge. Sillah wurde in seiner Zeit bei Brügge aber fast ausschließlich ausgeliehen (zum KRC Harelbeke und zum RBC Roosendaal). In der Saison 2003/2004 verließ er dann endgültig den Verein und spielte zwei Jahre bei Rubin Kasan. Zur Saison 2006/2007 wechselt er von Rosendaal zum FC Brüssel und in der Winterpause weiter zu Hapoel Petach Tikwa. Eine weitere Leihe mit anschließender Verpflichtung folgte zum MVV Maastricht. Dann spielte er für die beiden Amateurvereine Spouwen-Mopertingen und KSK Hasselt. 2014 beendete Sillah seine aktive Karriere.